# Governo Andreotti VII
Il Governo Andreotti VII è stato il quarantottesimo esecutivo della Repubblica Italiana, il quarto e ultimo della X legislatura.
Il governo rimase in carica dal 13 aprile 1991 al 28 giugno 1992, per un totale di 442 giorni, ovvero 1 anno, 2 mesi e 15 giorni.
Ottenne la fiducia alla Camera dei deputati il 19 aprile 1991 con 339 voti favorevoli e 207 contrari. Ottenne la fiducia al Senato della Repubblica il 20 aprile 1991 con 177 voti favorevoli e 104 contrari.
Si dimise il 24 aprile 1992. Questo fu l'ultimo esecutivo presieduto da Giulio Andreotti.

## Compagine di governo

### Appartenenza politica
| Partito | Partito                                 | Presidente | Vicepresidente | Ministri | Sottosegretari | Totale |
| ------- | --------------------------------------- | ---------- | -------------- | -------- | -------------- | ------ |
|         | Democrazia Cristiana                    | 1          | -              | 14       | 38             | 53     |
|         | Partito Socialista Italiano             | -          | 1              | 10       | 21             | 32     |
|         | Partito Liberale Italiano               | -          | -              | 2        | 5              | 7      |
|         | Partito Socialista Democratico Italiano | -          | -              | 2        | 5              | 7      |
| Totale  | Totale                                  | 1          | 1              | 28       | 69             | 99     |

Erano presenti anche tre ministri del Partito Repubblicano Italiano, che però non prestarono giuramento, essendo il partito uscito dalla maggioranza in seguito alla non assegnazione del dicastero delle Poste e Telecomunicazioni.

### Sostegno parlamentare
| Camera dei deputati | Camera dei deputati | Seggi                  |
| ------------------- | --- | ---------------------- |
|                     | Democrazia Cristiana Partito Socialista Italiano Partito Socialista Democratico Italiano Partito Liberale Italiano Südtiroler Volkspartei Union Valdôtaine Totale Maggioranza                          | 234 94 17 11 3 1 360   |
|                     | Partito Democratico della Sinistra Movimento Sociale Italiano Partito Repubblicano Italiano Partito Radicale Liste Verdi Democrazia Proletaria Partito Sardo d'Azione Lega Lombarda Totale Opposizione | 177 35 21 13 8 2 1 270 |
| Totale              | Totale | 630                    |

| Senato della Repubblica | Senato della Repubblica | Seggi              |
| ----------------------- | --- | ------------------ |
|                         | Democrazia Cristiana Partito Socialista Italiano Partito Socialista Democratico Italiano Partito Liberale Italiano Südtiroler Volkspartei Union Valdôtaine Totale Maggioranza                                                  | 125 43 6 3 2 1 180 |
|                         | Partito Democratico della Sinistra Movimento Sociale Italiano Partito Repubblicano Italiano Partito Radicale Liste Verdi Socialisti Indipendenti Democrazia Proletaria Partito Sardo d'Azione Lega Lombarda Totale Opposizione | 101 16 8 3 2 1 135 |
| Totale                  | Totale | 315                |

### Provenienza geografica
La provenienza geografica dei membri del governo si può così riassumere:
| Regione               | Presidente | Ministri | Sottosegretari | Totale |
| --------------------- | ---------- | -------- | -------------- | ------ |
| Lazio                 | 1          | 3        | 5              | 9      |
| Campania              | -          | 7        | 11             | 18     |
| Lombardia             | -          | 6        | 6              | 12     |
| Sicilia               | -          | 1        | 8              | 9      |
| Veneto                | -          | 1        | 6              | 7      |
| Calabria              | -          | 2        | 5              | 7      |
| Piemonte              | -          | 3        | 3              | 6      |
| Puglia                | -          | 2        | 4              | 6      |
| Emilia-Romagna        | -          | 1        | 5              | 6      |
| Abruzzo               | -          | 2        | 3              | 5      |
| Toscana               | -          | -        | 5              | 5      |
| Friuli-Venezia Giulia | -          | -        | 2              | 2      |
| Sardegna              | -          | -        | 2              | 2      |
| Basilicata            | -          | -        | 1              | 1      |
| Liguria               | -          | -        | 1              | 1      |
| Marche                | -          | -        | 1              | 1      |

## Composizione
| Carica                                                                                               | Titolare                              | Titolare                              | Titolare                              | Sottosegretari                                                                                                |
| Presidenza del Consiglio dei ministri                                                                | Presidenza del Consiglio dei ministri | Presidenza del Consiglio dei ministri | Presidenza del Consiglio dei ministri | Sottosegretari di Stato alla Presidenza del Consiglio                                                         |
| --- | ------------------------------------- | ------------------------------------- | ------------------------------------- | --- |
| Presidente del Consiglio dei ministri                                                                |                                       |                                       | Giulio Andreotti (DC)                 | - Nino Cristofori (DC) Segretario del Consiglio dei ministri                                                  |
| Vicepresidente del Consiglio dei ministri                                                            |                                       |                                       | Claudio Martelli (PSI)                | - Nino Cristofori (DC) Segretario del Consiglio dei ministri                                                  |
| Ministri senza portafoglio                                                                           | Ministri senza portafoglio            | Ministri senza portafoglio            | Ministri senza portafoglio            | Sottosegretari di Stato                                                                                       |
| Affari regionali (fino al 03/05/1991)                                                                |                                       |                                       | Antonio Maccanico (PRI)               | carica non assegnata                                                                                          |
| Affari sociali                                                                                       |                                       |                                       | Rosa Russo Iervolino (DC)             | carica non assegnata                                                                                          |
| Coordinamento delle politiche comunitarie                                                            |                                       |                                       | Pier Luigi Romita (PSI)               | carica non assegnata                                                                                          |
| Coordinamento della protezione civile                                                                |                                       |                                       | Nicola Capria (PSI)                   | carica non assegnata                                                                                          |
| Funzione pubblica                                                                                    |                                       |                                       | Remo Gaspari (DC)                     | carica non assegnata                                                                                          |
| Interventi straordinari nel Mezzogiorno                                                              |                                       |                                       | Calogero Mannino (DC)                 | - Francesco Cimino (PSI) - Carmelo Pujia (DC)                                                                 |
| Italiani all'estero e immigrazione                                                                   |                                       |                                       | Margherita Boniver (PSI)              | carica non assegnata                                                                                          |
| Problemi delle aree urbane                                                                           |                                       |                                       | Carmelo Conte (PSI)                   | carica non assegnata                                                                                          |
| Rapporti col Parlamento                                                                              |                                       |                                       | Egidio Sterpa (PLI)                   | carica non assegnata                                                                                          |
| Riforme istituzionali (fino al 03/05/1991) Riforme istituzionali e affari regionali (dal 03/05/1991) |                                       |                                       | Mino Martinazzoli (DC)                | - Francesco D'Onofrio (DC)                                                                                    |
| Ministero                                                                                            | Ministri                              | Ministri                              | Ministri                              | Sottosegretari di Stato                                                                                       |
| Affari esteri                                                                                        |                                       |                                       | Gianni De Michelis (PSI)              | - Andrea Borruso (DC) - Ivo Butini (DC) - Claudio Lenoci (PSI) - Claudio Vitalone (DC)                        |
| Interno                                                                                              |                                       |                                       | Vincenzo Scotti (DC)                  | - Saverio D'Aquino (PLI) - Franco Fausti (DC) - Gian Carlo Ruffino (DC) - Valdo Spini (PSI)                   |
| Grazia e giustizia                                                                                   |                                       |                                       | Claudio Martelli (PSI)                | - Franco Castiglione (PSI) - Giovanni Silvestro Coco (DC) - Vincenzo Sorice (DC)                              |
| Bilancio e programmazione economica                                                                  |                                       |                                       | Paolo Cirino Pomicino (DC)            | - Paolo Fogu (PSI) - Angelo Picano (DC)                                                                       |
| Finanze                                                                                              |                                       |                                       | Rino Formica (PSI)                    | - Stefano De Luca (PLI) - Dino Madaudo (PSDI) - Carlo Merolli (DC) - Carlo Senaldi (DC) - Domenico Susi (PSI) |
| Tesoro                                                                                               |                                       |                                       | Guido Carli (DC)                      | - Mauro Bubbico (DC) - Luigi Foti (DC) - Angelo Pavan (DC) - Emilio Rubbi (DC) - Maurizio Sacconi (PSI)       |
| Difesa                                                                                               |                                       |                                       | Virginio Rognoni (DC)                 | - Antonio Bruno (PSDI) - Giuseppe Fassino (PLI) - Clemente Mastella (DC) - Delio Meoli (PSI)                  |
| Pubblica istruzione                                                                                  |                                       |                                       | Riccardo Misasi (DC)                  | - Beniamino Brocca (DC) - Laura Fincato (PSI) - Savino Melillo (PLI)                                          |
| Lavori pubblici                                                                                      |                                       |                                       | Giovanni Prandini (DC)                | - Saverio D'Amelio (DC) - Francesco Curci (PSI) - Ettore Paganelli (DC) - Giulio Ferrarini (PSI)              |
| Agricoltura e foreste                                                                                |                                       |                                       | Giovanni Goria (DC)                   | - Maurizio Noci (PSI) - Alessandro Ghinami (PSDI) - Romeo Ricciuti (DC)                                       |
| Trasporti                                                                                            |                                       |                                       | Carlo Bernini (DC)                    | - Gualtiero Nepi (DC) - Giuseppe Lelio Petronio (PSI) - Giuseppe Santonastaso (DC)                            |
| Poste e telecomunicazioni                                                                            |                                       |                                       | Carlo Vizzini (PSDI)                  | - Giuseppe Astone (DC) - Raffaele Russo (DC) - Francesco Tempestini (PSI)                                     |
| Industria, commercio e artigianato                                                                   |                                       |                                       | Guido Bodrato (DC)                    | - Paolo Babbini (PSI) - Attilio Bastianini (PLI) - Giuseppe Fornasari (DC)                                    |
| Sanità                                                                                               |                                       |                                       | Francesco De Lorenzo (PLI)            | - Mariapia Garavaglia (DC) - Elena Marinucci (PSI) - Paolo Bruno (DC)                                         |
| Commercio con l'estero                                                                               |                                       |                                       | Vito Lattanzio (DC)                   | - Franco Bonferroni (DC) - Alberto Rossi (DC)                                                                 |
| Marina mercantile                                                                                    |                                       |                                       | Ferdinando Facchiano (PSDI)           | - Giuseppe Demitry (PSI) - Giovanni Mongiello (DC)                                                            |
| Partecipazioni statali                                                                               |                                       |                                       | Adolfo Battaglia (PRI)                | - Sebastiano Montali (PSI) - Paolo Del Mese (DC)                                                              |
| Lavoro e previdenza sociale                                                                          |                                       |                                       | Franco Marini (DC)                    | - Gianpaolo Bissi (PSDI) - Graziano Ciocia (PSI) - Ugo Grippo (DC)                                            |
| Beni culturali e ambientali                                                                          |                                       |                                       | Giuseppe Galasso (PRI)                | - Gianfranco Astori (DC) - Luigi Covatta (PSI)                                                                |
| Turismo e spettacolo                                                                                 |                                       |                                       | Carlo Tognoli (PSI)                   | - Antonio Muratore (PSI) - Luciano Rebulla (DC)                                                               |
| Ambiente                                                                                             |                                       |                                       | Giorgio Ruffolo (PSI)                 | - Piero Angelini (DC)                                                                                         |
| Università e ricerca scientifica                                                                     |                                       |                                       | Antonio Ruberti (PSI)                 | - Learco Saporito (DC) - Giuliano Zoso (DC)                                                                   |

## Cronologia

### 1991

#### Aprile
- 5 aprile - Il presidente della Repubblica, Francesco Cossiga, incarica Giulio Andreotti di formare il nuovo governo.
- 12 aprile - Il presidente incaricato Giulio Andreotti annuncia la formazione del suo settimo governo, composto dalla Democrazia Cristiana, dal Partito Socialista Italiano, dal Partito Socialista Democratico Italiano, dal Partito Repubblicano Italiano e dal Partito Liberale Italiano. Antonio Maccanico rifiuta il ministero degli affari regionali, in quanto diviso da quello delle riforme istituzionali.
- 13 aprile - I ministri del Partito Repubblicano Italiano non partecipano alla cerimonia di giuramento accusando il presidente Giulio Andreotti di subire il veto socialista ed escono dal governo. Il presidente del Consiglio assume l'interim dei ministeri che erano stati assegnati ad esponenti del PRI.
- 17 aprile - Il presidente del Consiglio Giulio Andreotti illustra il programma di governo al Parlamento. Alla Camera dei deputati la mozione di fiducia è approvata con 339 voti a favore e 207 contrari.
- 19 aprile - Al Senato della Repubblica la mozione di fiducia al governo è approvata con 177 voti a favore e 104 contrari.

#### Giugno
- 1º giugno - Il presidente della Repubblica, Francesco Cossiga, nomina Gianni Agnelli, il presidente Giulio Andreotti, Francesco De Martino e Paolo Emilio Taviani senatore a vita.
- 20 giugno - La Camera dei deputati respinge con 156 voti favorevoli e 326 contrari la mozione del Partito Democratico della Sinistra di sfiducia al governo. Nella stessa seduta respinge con 166 voti favorevoli e 326 contrari la mozione di sfiducia nei confronti del ministro del tesoro, Guido Carli.

#### Luglio
- 11 luglio - Il governo pone la fiducia sull'articolo 1 del disegno di legge su provvedimenti urgenti per la finanza pubblica. La Camera dei deputati approva con 333 voti a favore e 213 contrari.

#### Ottobre
- 26 ottobre - Il governo istituisce la Direzione nazionale antimafia, a cui si affianca la Direzione Investigativa Antimafia, diretta dall'Alto commissario per la lotta alla mafia.

#### Novembre
- 6 novembre - Alla Camera dei deputati il governo pone la fiducia su un emendamento recante delle modifiche al regime fiscale nonché alla disciplina del versamento di acconto. La Camera approva con 312 voti a favore e 218 contrari.
- 13 novembre - Alla Camera dei deputati il governo pone la fiducia su un emendamento riguardante interventi per la prevenzione dell'inquinamento delle acque destinate al consumo. La Camera approva con 304 voti favorevoli e 18 contrari.

#### Dicembre
- 5 dicembre - Alla Camera dei deputati il governo pone la fiducia su un emendamento recante delle disposizioni in materia di finanza pubblica. La Camera approva con 311 voti a favore e 196 contrari.

### 1992

#### Gennaio
- 3 gennaio - Nella riunione della segreteria del Partito Socialista Italiano, il segretario Bettino Craxi prospetta la necessità di andare a nuove elezioni e chiede al presidente del Consiglio Giulio Andreotti di convocare urgentemente un vertice con i segretari del pentapartito.
- 8 gennaio - L'agenzia Adnkronos riferisce la decisione del presidente della Repubblica Francesco Cossiga di sciogliere anticipatamente le Camere in risposta al capogruppo della Democrazia Cristiana al Senato della Repubblica, Nicola Mancino, che voleva allungare i tempi dei lavori parlamentari. Il 9 gennaio il presidente Cossiga e il primo ministro Giulio Andreotti raggiungono un accordo sulla data delle elezioni: il 5 aprile.
- 17 gennaio - Il governo pone la fiducia sull'articolo 1 del disegno di legge riguardante il coordinamento delle indagini per reati di criminalità organizzata. La Camera dei deputati approva con 286 voti a favore e 33 contrari.
- 30 gennaio - Il presidente del Consiglio Giulio Andreotti alla Camera dei deputati dichiara ormai esaurito il compito del suo governo.

#### Febbraio
- 2 febbraio - Il presidente della Repubblica Francesco Cossiga, dopo un giro di consultazioni, decreta lo scioglimento delle Camere.
- 7 febbraio - Il ministro degli affari esteri Gianni De Michelis e il ministro del tesoro Guido Carli firmano il Trattato di Maastricht.

#### Aprile
- 5 aprile - Si svolgono le elezioni politiche. I partiti tradizionali registrano un calo di consensi affermandosi la Lega Nord e La Rete.
- 8 aprile - Il presidente della Repubblica, Francesco Cossiga, a seguito delle elezioni politiche chiede tempi rapidi per la formazione del governo minacciando di creare lui un accordo qualora non lo avessero fatto i partiti. Secondo i commentatori, il presidente Cossiga è orientato a conferire il mandato a Bettino Craxi.
- 9 aprile - Mariotto Segni si candida a guidare con una squadra di tecnici e uomini nuovi un governo per le riforme.
- 24 aprile - Il presidente del Consiglio Giulio Andreotti si dimette.
- 25 aprile - Il presidente della Repubblica Cossiga rivolge un messaggio televisivo ai cittadini in cui annuncia la sua volontà di dimettersi da capo dello Stato prima del 2 luglio, scadenza naturale del mandato.
- 28 aprile - Il presidente della Repubblica Cossiga rassegna le proprie dimissioni.

#### Maggio
- 13 maggio - Il Parlamento si riunisce in seduta comune per eleggere il nuovo presidente della Repubblica.
- 23 maggio - il magistrato Giovanni Falcone viene ucciso, insieme alla moglie Francesca Morvillo, e agli agenti della scorta, in un attentato mafioso a Capaci.
- 25 maggio - Oscar Luigi Scalfaro è eletto presidente della Repubblica con i voti della Democrazia Cristiana, del Partito Liberale Italiano, del Partito Socialista Democratico Italiano, del Partito Socialista Italiano, dal Partito Democratico della Sinistra, dalla Federazione dei Verdi, da La Rete e dalla Lista Marco Pannella.